# Papa Damaso II
Damaso II, nato Poppone, noto anche come Poppo von Brixen, Poppo von Bayern o Poppone di Bressanone (Pildenau, ... – Palestrina, 9 agosto 1048), è stato il 151º papa della Chiesa cattolica dal 17 luglio 1048 alla sua morte. Il suo pontificato, durato appena ventitre giorni, è il settimo pontificato più breve della storia della Chiesa cattolica.

## Biografia
Nato a Pildenau, nella Baviera al confine con l'Austria, e pertanto indicato nel Liber pontificalis quale "natione Noricus, qui alio vocabulo Bayuuarius dicitur", il suo vero nome era Poppone ed era vescovo di Bressanone, di cui si attesta la sede già dal 1039. Egli apparteneva alla stirpe bavarese dei Babonidi ed era figlio del conte Poppo II di Rott (o, secondo altre fonti, del Vogt Chuno del monastero di Benediktbeuern). Ebbe un ruolo importante nel sinodo romano del 5 gennaio 1047 voluto da papa Clemente II.

### L'elezione al Soglio
Damaso fu il secondo dei pontefici tedeschi eletti per volontà dell'imperatore Enrico III.
Fu eletto il 25 dicembre 1047 nella città di Pöhlde (Bassa Sassonia). Enrico lo preferì ad Alinardo arcivescovo di Lione, che era stato chiesto dai romani come loro papa dopo la morte di Clemente; altro candidato era l'ex-papa Gregorio VI che alcuni, in primis Wazone, vescovo di Liegi, avrebbero voluto reinsediare. Gregorio però morì poco dopo e il problema, per Enrico, non si pose più.
Morti Gregorio VI e Clemente II, di fatto Poppone regnò con due ex-papi ancora in vita: Benedetto IX e Silvestro III.
Poppone fu papa, di fatto, per otto mesi, ma poté essere intronizzato solo sette mesi dopo perché Benedetto aveva, intanto, ripreso possesso di Roma.

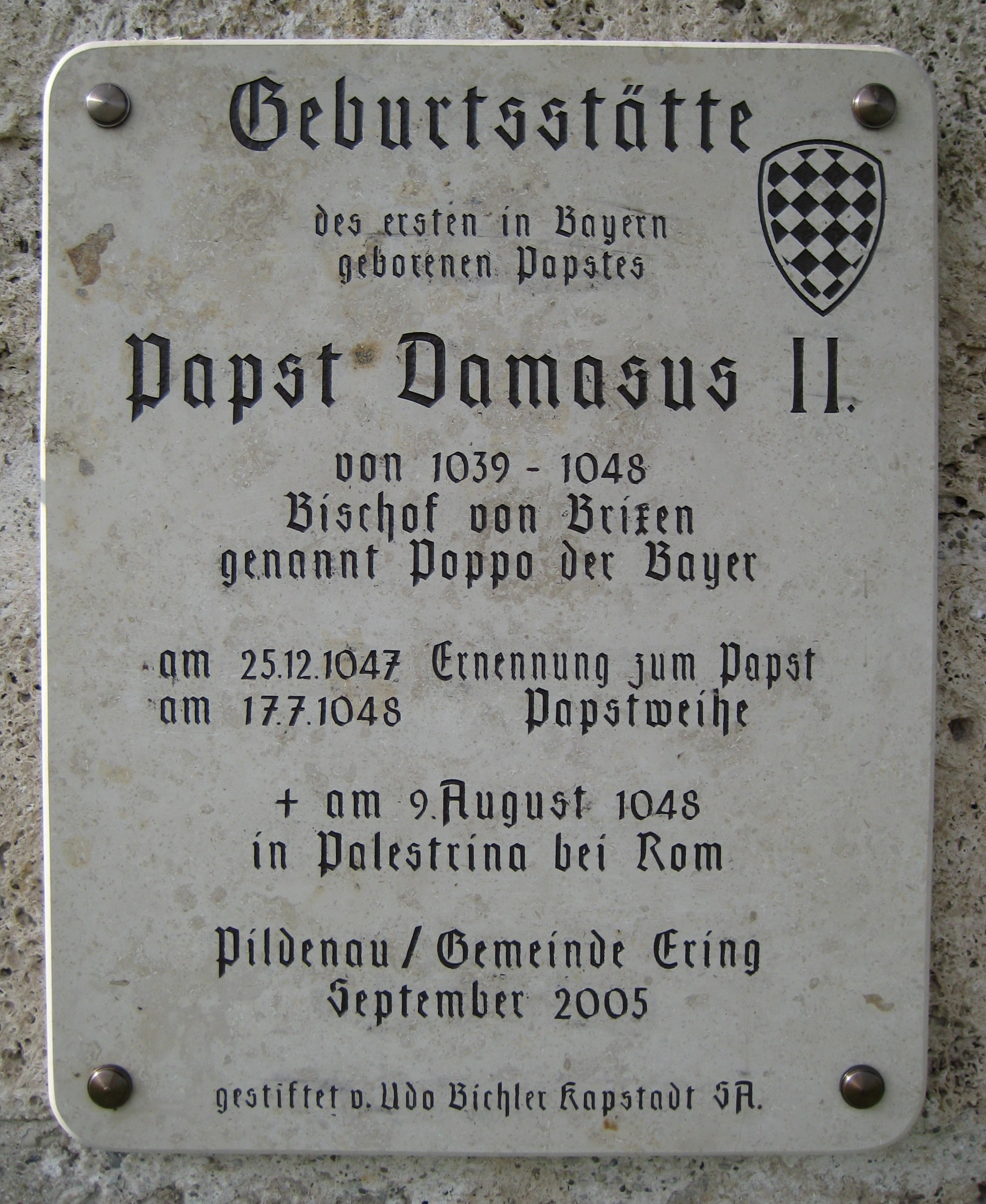
Placca a Pildenau, frazione di Ering in Baviera che ricorda il luogo natale di Damaso II

Poppone si recò in Toscana per stringere un patto di alleanza con il margravio di Toscana, Bonifacio III di Canossa. Egli però si era convertito alla causa dell'ex-papa Benedetto dei conti di Tuscolo e quindi non lo aiutò. Allora tornò indietro e avvertì Enrico di quanto successo. L'imperatore si infuriò e avvertì Bonifacio di aiutare il vescovo a insediarsi nella sua sede, altrimenti ci avrebbe pensato lui a dare a Roma il suo Papa. Bonifacio non ci pensò due volte, il 16 luglio fece cacciare Benedetto IX da Roma e il 17 fece consacrare e intronizzare Poppone, che prese il nome pontificale di Damaso II in omaggio a San Damaso, forse perché lottò con l'antipapa Ursino così come lui con Benedetto IX. Il nuovo Papa, però, pensò bene che sarebbe stato più al sicuro a Palestrina, feudo della Chiesa dominato dai Crescenzi, che avevano fatto eleggere, tre anni prima, il predecessore Silvestro III.

### Il breve pontificato
La breve durata del suo regno (appena 23 giorni) portò a voci secondo le quali fosse stato avvelenato da un tale Gerardo Brazutus, compagno di viaggio di Ildebrando (di lì a 25 anni papa Gregorio VII), che era con Damaso, e amico dell'ex-papa Benedetto. Damaso sarebbe stato ucciso per volere di Benedetto, così come il predecessore Clemente; più probabilmente morì di malaria, che da Roma era arrivata fino a Palestrina. Durante il suo pontificato papa Damaso creò un solo cardinale: Altwin, nominato l'anno successivo vescovo di Bressanone.
È sepolto nella basilica di San Lorenzo fuori le mura, a Roma.